# Messier 89
Messier 89 (M89 ili NGC 4552) je eliptična galaksija u zviježđu Djevica. Otkrio ju je Charles Messier 18. ožujka 1781. godine. M89 je član skupa galaktika Djevica.

## Svojstva
M89 pripada u eliptične galaktike ali trenutna promatranja pokazuju da je njen oblik gotovo savršeno okrugao. To je neobično jer su eliptične galaktike većinom izduženi elipsoidi. Postoji vjerojatnost da je galaktika tako orijentirana prema nama da nam izgleda okrugla ali je u stvarnosti eliptična. 
Udaljenost galaktike od nas je oko 50 milijuna godina svjetlosti. Njen prividni promjer od 5' odgovara stvarnom promjeru od 73.000 svjetlosnih godina. Oko galaktike se proteže oblak prašine i plina koji ima 150.000 svjetlosnih godina u promjeru. Otkriveni su i ostatci mlazova materije dugi po 100.000 svjetlosnih godina. Vjeruje se da je galaktika u prošlosti bila kvazar ili radio galaksija. 
Broj kuglastih skupova oko M89 je oko 2000, znatno više nego 180 kuglastih skupova oko naše Mliječne staze. To je utvrđeno promatranjima u 2006. godini.

## Amaterska promatranja
U 200 mm-skom teleskopu galaktika nije posebno atraktivan objekt. Može se uočiti da je galaktika sjajna, okrugla i ima zvjezdoliku jezgru.

## Vanjske poveznice
- (engl.) SEDS: NGC 4552
- (engl.) Revidirani Novi opći katalog
- (engl.) Izvangalaktička baza podataka NASA-e i IPAC-a
- (engl.) Astronomska baza podataka SIMBAD
- (engl.) VizieR

Skica M89